# 明尼奧塔鎮區 (明尼蘇達州傑克遜縣)
明尼奧塔鎮區（英語：Minneota Township）是位於美國明尼蘇達州傑克遜縣的一個行政鎮區。

## 歷史
明尼奧塔鎮區於1866年設立，得名自「多水」的達科他語。

## 地方資料
明尼奧塔鎮區的面積為93.87平方千米，當中陸地面積為86.94平方千米，而水域面積為0.93平方千米。根據2020年美國人口普查的數據，當地共有人口223人，而人口密度為每平方千米2.38人。